# Дитя (фільм, 2012)
Дитя (англ. The Child) — німецький трилер 2012 року.

## Сюжет
Успішний юрист Роберт Стерн зустрічає маленького хлопчика Саймона, який викликав його на зустріч в покинутому промисловому парку. У дитини невиліковна пухлина мозку, і жити залишається зовсім недовго. Саймон впевнений, що у нього особлива місія: йому належить вбити погану людину. Здивуванню Роберта не було меж, коли хлопчик приводить його прямо до трупа людини, яку він нібито вбив п'ятнадцять років тому у попередньому житті. Все це стає початком загадкових подій, пов'язаних ланцюжком непояснених, і на перший погляд випадкових обставин.

## У ролях
| Актор             | Роль               |
| ----------------- | ------------------ |
| Ерік Робертс      | Роберт Стерн       |
| Крістіан Траумер  | Саймон Сачс        |
| Бен Беккер        | Андреас Борчет     |
| Пітер Грін        | Мартін Енглер      |
| Санні Мабрі       | Каріна Фрейтег     |
| Корнелл Адамс     | доктор             |
| Герлінде Янікке   | медсестра          |
| Райнер Шоне       | Фредерік Лосенські |
| Люк Фейт          | доктор Тіфензєє    |
| Івонн Марія Шефер | Софі Стерн         |